# 屠肆二
武仙座98，又名BD+22 3273，HD 165625、SAO 85725、HR 6765，是武仙座的一颗恒星，视星等为5.06，位于銀經48.53，銀緯19.55，其B1900.0坐标为赤經18h 1m 49.1s，赤緯+22° 19.55′ 34″。